# Tokenismo
El tokenismo (del inglés token —símbolo—; también llamado florerismo, inclusión, concesión o participación simbólica) es un término que hace referencia a la práctica de efectuar pequeñas concesiones superficiales hacia un colectivo discriminado, con una influencia de estas escasa o nula en la modificación del statu quo. 
Se ha señalado que el objetivo de las organizaciones que llevan a cabo concesiones tokenistas es desviar o refutar las acusaciones de discriminación sobre ellas.

## Ejemplos
Al emplearlo en el ámbito de la discriminación de la mujer en el mundo laboral, se suele vincular con otros términos como mujeres coartadas, floreros, vitrinas, símbolos o tokens.
También se utiliza refiriéndose a concesiones a minorías como afroamericanos o latinos en Estados Unidos. Se ha hablado de tokenismo en lo referido a la participación de supervivientes de la psiquiatría en los servicios de atención a la salud mental en forma de distintos perfiles como especialista par de apoyo en salud mental o similares. En países como Reino Unido ya hay una experiencia de varias décadas y el problema del tokenismo ha sido abordado a través de algunas reformas mínimas.